# تاريخ الجنسانية
كان للبناء الاجتماعي لسلوك الإنسان الجنسي -أي تابوهاته، وتنظيمه، وأثره السياسي والاجتماعي- تأثير كبير على ثقافات العالم المختلفة منذ عصور ما قبل التاريخ.

## دراسة تاريخ الجنسانية
كان لأعمال يوهان باخوفن، رجل القانون السويسري، أثر كبير في دراسة تاريخ الجنسانية. تأثر العديد من المؤلفين -ولا سيما لويس هنري مورغان، وفريدريك إنجلز- بباخوفن، منتقدين أفكاره بشأن هذا الموضوع، والتي استُمِدت بشكل كامل تقريبًا من القراءة المتأنية للأساطير القديمة. يكتب باخوفن في كتابه الصادر عام 1861 بعنوان «حقوق الأم: بحث في الطابع الديني والعدلي للأمومة في العالم القديم» أنه في الأصل، كانت الحياة الجنسانية فوضوية واختلاطية.
استُبدِلت هذه المرحلة «الأفروديتية» بالمرحلة «الديميترية» الأمومية، التي نتجت عن كون الأم هي الطريقة الوحيدة الموثوق بها للتناسل. ولم يكن من الممكن الوثوق من الأبوة إلا عندما تحول المجتمع إلى الزواج الأحادي الذي فرضه الذكور، الأمر الذي أدى إلى نشوء نظام أبوي، وهي المرحلة النهائية «الأبولونية» للبشرية. في حين أن آراء باخوفن لا تستند إلى أدلة تجريبية، فهي مهمة بسبب تأثيرها على المفكرين التاليين له، وخاصة في مجال علم الإنسان الثقافي.
تستند التفسيرات الحديثة لأصول الجنس البشري إلى علم الأحياء التطوري، وبالتحديد مجال علم البيئة السلوكي الإنساني. يُظهِر علم الأحياء التطوري أن الجينوم البشري -مثله في جميع المخلوقات الأخرى- هو نتيجة لهؤلاء الأسلاف الذين تناسلوا بتواتر أكبر من غيرهم. وبالتالي فإن تكيفات السلوك الجنسي الناتجة عن ذلك ليست «محاولة» من جانب الفرد لزيادة الإنجاب إلى أقصى حد في حالة معينة، الاصطفاء الطبيعي لا «يعرف» المستقبل. بل إن السلوك الحالي ربما كان نتيجة لقوى انتقائية وقعت في العصر الحديث الأقرب.
على سبيل المثال، فالرجل الذي يحاول ممارسة الجنس مع العديد من النساء بينما يمتنع عن الاستثمار الأبوي، لا يفعل ذلك لأنه يريد «زيادة لياقته»، ولكن لأن الإطار النفسي الذي تطور وازدهر في العصر الحديث الأقرب لم يختلف قط.

## الجنس في مختلف الثقافات

### الهند
لعبت الهند دورًا مهمًا في تاريخ الجنس، بدءًا من تدوين أحد الأدبيات الأولى التي تناولت الجماع تناولًا علميًا، حتى أصبحت في العصر الجديد مصدر التركيز الفلسفي لمواقف مجموعات العصر الجديد بشأن الجنس. يمكن القول أن الهند كانت رائدة في استخدام التربية الجنسية من خلال الفن والأدب. وكما هو الحال في العديد من المجتمعات، كان هناك اختلاف في الممارسات الجنسية في الهند بين عامة الناس والحكام الأقوياء، إذ انغمس الأشخاص الذين في السلطة في أساليب حياة المتعة التي لا تمثل أي مواقف أخلاقية مشتركة. نشأت العديد من الممارسات الجنسية الشائعة (وغير الشائعة) في العالم اليوم -مثل عادات وفنون التقبيل- في الهند، وانتشرت مع الأشكال المبكرة للعولمة.
أقدم دليل على مواقف تجاه الجنس يأتي من النصوص القديمة للهندوسية والبوذية والجاينية، التي ربما تكون أوائلها أقدم الأدبيات التي بقيت حتى اليوم في جميع أنحاء العالم. تعرض تلك النصوص القديمة المسماة ريجفدا وجهات نظر أخلاقية حول الجنسانية والزواج وصلوات الخصوبة. ظهر السحر الجنسي في عدد من طقوس الديانة الفيدية، خاصة في أشفاميده ياجنا -طقوس للتضحية بالأحصنة- إذ بلغت الطقوس ذروتها برقود رئيسة الملكات مع الحصان الميت في فعل جنسي صوري؛ فمن الواضح أنها كانت أحد شعائر الخصوبة التي تهدف إلى حماية وزيادة إنتاجية المملكة وبراعتها القتالية. كان لملحمات الهند القديمة -مثل رامايانا ومهابهاراتا- التي ربما كُتبت لأول مرة عام 1400 قبل الميلاد، أثر كبير على ثقافة آسيا، إذ أثرت فيما بعد على الثقافة الصينية واليابانية والتبتية وثقافة جنوب شرق آسيا. تؤيد هذه النصوص الرأي القائل بأن الجنس في الهند القديمة كان يُعتبر واجبًا متبادلًا بين الزوجين، إذ كان على الزوج والزوجة امتاع أحدهما الآخر بنفس القدر، ولكن لأن الجنس كان يعتبر علاقة خاصة -على الاقل من قبل أتباع الديانات الهندية آنفة الذكر- يبدو أن الزواج التعددي كان مسموحًا في الازمنة القديمة. في الواقع العملي، يبدو أن الحكام هم الوحيدون الذين مارسوا هذا الحق، بينما كان على عامة الناس الالتزام بالزواج الآحادي. من الشائع في العديد من الثقافات أن تمارس السلالة الحاكمة الزواج التعددي كوسيلة للحفاظ على الإرث الأسري.
أكثر الأدبيات الجنسية الهندية شهرة هي نصوص الكاماسوترا. كُتبت هذه النصوص لأجل الفلاسفة والمحاربين وطبقات النبلاء، وعبيدهم وسراريهم، وأولئك الذين في رتب دينية معينة، والذين حفظوها أيضًا. كان هؤلاء هم الاشخاص الذين يمكنهم القراءة والكتابة ويتمتعون بالتربية والتعليم. بدأت الفنون الاربع والستون للحب-الشغف-المتعة في الهند. هناك صيغ عديدة مختلفة للفنون التي بدأت باللغة السنسكريتية وتُرجمت إلى لغات أخرى، مثل: الفارسية، أو التبتية. فُقِدت الكثير من النصوص الأصلية، ولا أثر لوجودها إلا في نصوص أخرى. يُعد كاماسوترا -إصدار فاتسيايانا- أحد النصوص المتبقية المعروفة، وترجمها في البداية السير ريتشارد برتون و ف. ف. أربثنوت إلى الإنجليزية. ربما يكون الكاماسوترا النص العلماني الأكثر قراءة على مستوى واسع النطاق في العالم. فهو يورد بالتفصيل الطرائق التي ينبغي أن يسعد بها رفيقا الزواج واحدهما الآخر.
عندما وصلت الثقافة الإسلامية والإنجليزية الفيكتورية إلى الهند، كان لها عمومًا تأثير سلبي على الحرية الجنسية في الهند. في سياق الديانات الهندية، أو الدارما مثل: الهندوسية، والبوذية، والجاينية، والسيخية. يُنظر إلى الجنس عمومًا على أنه واجب أخلاقي لكل شريك في علاقة زواج طويلة الأجل بالطرف الآخر، أو ينظر إليه على أنه رغبة تعوق الانفصال الروحي، ولذا يجب التخلي عنه. حدثت نهضة ليبرالية جنسية في الهند الحديثة بين السكان الحضريين ذوي التعليم الجيد، ولكن ما زال هناك تمييز، وما زال الزواج بالإكراه ضمن الممارسات المنتشرة بين الفقراء؛ يوجد الزواج بالإكراه ضمن مجموعة واسعة من ممارسات الإكراه، ولا يُتفق دائمًا على الحدود بين الزواج بالإكراه والزواج المدبر حتى في السياق الحالي لاتفاقية إسطنبول لعام 2011 أو قرار مجلس حقوق الإنسان التابع للأمم المتحدة لعام 2013 الذي يعترف بالزواج بالإكراه كشكل من أشكال انتهاك حقوق الإنسان.
في بعض مدارس الفلسفة الهندية مثل التنترا، يؤكَد بشدة على اعتبار الجنس واجبًا مقدسًا، أو حتى طريقًا إلى التنوير الروحي أو التوازن في اليوغا.